# Agrias cyanelateralis
Agrias cyanelateralis är en fjärilsart som beskrevs av Le Moult 1926. Agrias cyanelateralis ingår i släktet Agrias och familjen praktfjärilar. Inga underarter finns listade i Catalogue of Life.